# شیبوساوا سی‌ایچیرو

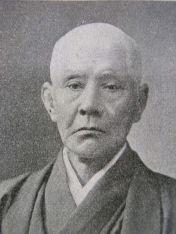

شیبوساوا سی‌ایچیرو (به ژاپنی: 渋沢 成一郎 しぶさわ せいいちろう)، ۳۰ ژوئیه ۱۸۳۸–۳۰ اوت ۱۹۱۲ (تایشو ۱) یک تاجر ژاپنی، کشاورز ثروتمند، فعال ضد خارجی و سامورایی از پایان دوره ادو تا دوران میجی بود. نام کوچک او هیدئاکی و تخلص ادبی او روئین بود. سیچیرو نام (لقبی) بود که او در دوران سامورایی بودنش استفاده می‌کرد. نام قدیمی او و پس از دوره میجی با نام شیبوساوا کیساکو شناخته می‌شد. خانواده او از مردم عادی در استان توکیو بودند.